# Смоллинг, Крис
Кри́стофер Ллойд Смо́ллинг (англ. Christopher Lloyd Smalling; родился 22 ноября 1989 года в Лондоне, Англия), более известный как Крис Смоллинг — английский футболист, защитник саудовского клуба «Аль-Фейха».

## Клубная карьера

### Начало карьеры
Крис родился в Гринвиче, Лондон. В возрасте 9 лет начал играть за футбольную команду «Уолерслейд Бойс», затем поступил в чатемскую среднюю школу, одновременно играя в футбол за школьную команду своего родного графства (Кент). Впоследствии был приглашён в школьную сборную Англии, сыграв матч на «Уэмбли» против школьной сборной Шотландии в апреле 2008 года.
Ещё будучи школьником, начал выступать за клуб Истмийской лиги «Мейдстон Юнайтед». Дебютировал за клуб в возрасте 17 лет в матче против «Канвей Айленд» в Кубке Истмийской лиги. Два месяца спустя впервые сыграл в лиге, проведя полный матч против клуба «Хейбридж Сфивтс». После этого он провёл ещё 11 матчей за «Мейдстон», включая игру против «Ист Таррок Юнайтед», в которой он забил свой первый и единственный гол за клуб. Эта встреча, которая завершилась победой «Мейдстона» со счётом 4:2, стала последней для Смоллинга в этой команде.

### «Фулхэм»
В июне 2008 года Крис Смоллинг подписал контракт с «Фулхэмом», выступающим в Премьер-лиге. 24 мая 2009 года Крис дебютировал в Премьер-лиге, выйдя на замену Аарону Хьюзу на 77-й минуте матча против «Эвертона» в последнем туре чемпионата. Свой первый матч в стартовом составе Смоллинг провёл 17 сентября 2009 года в выездном матче Лиги Европы против клуба «ЦСКА София». 28 декабря 2009 года Смоллинг дебютировал в стартовом составе «Фулхэма» в Премьер-лиге в матче последнего тура чемпионата против «Челси» на «Стэмфорд Бридж». На 75-й минуте встречи Крис отметился автоголом в ворота «Фулхэма».

### «Манчестер Юнайтед»
26 января 2010 года «Манчестер Юнайтед» официально объявил о подписании контракта со Смоллингом, согласно которому игрок оставался в «Фулхэме» до завершения сезона 2009/10 и должен был присоединиться к «Юнайтед» перед началом сезона 2010/11. 1 июля 2010 года Смоллинг официально стал игроком «Манчестер Юнайтед». 16 июля Смоллинг дебютировал за «Юнайтед» в товарищеском матче против «Селтика», который завершился со счётом 3:1 в пользу «красных дьяволов». 30 июля в товарищеском матче против «Гвадалахары» он забил свой первый гол за «Юнайтед», замкнув головой подачу с углового Даррона Гибсона. 28 августа 2010 года Смоллинг дебютировал за «Юнайтед» в Премьер-лиге, выйдя на замену Джонни Эвансу на 74-й минуте. Матч завершился победой «красных дьяволов» со счётом 3:0. 15 сентября Смоллинг дебютировал в Лиге чемпионов, отыграв все 90 минут в матче против шотландского «Рейнджерс», который завершился вничью 0:0. 22 сентября Крис забил свой первый гол за «Манчестер Юнайтед» в матче Кубка Футбольной лиги против «Сканторпа». 4 января 2011 года Смоллинг впервые вышел в стартовом составе «Манчестер Юнайтед» в Премьер-лиге в матче против «Сток Сити», отыграв в центре защиты с Неманьей Видичем все 90 минут; матч завершился со счётом 2:1 в пользу «Юнайтед».
8 июля 2011 года Смоллинг подписал новый договор с «Манчестер Юнайтед», срок действия которого рассчитан до окончания сезона 2015/16. 7 августа забил гол в ворота «Манчестер Сити» в матче на Суперкубок Англии, в котором «Юнайтед» одержал волевую победу со счётом 3:2. Сезон 2011/12 Смоллинг начал на позиции правого крайнего защитника, хотя признался, что его основная и предпочтительная позиция — центральный защитник.

### «Рома»
30 августа 2019 года отправился в аренду в итальянский клуб «Рома» до окончания сезона 2019/20.
5 октября 2020 года Смоллинг перешёл в «Рому» на постоянной основе, сумма трансфера составила 15 млн евро.

## Карьера в сборной

### Молодёжные сборные
В апреле 2009 года Смоллинг дебютировал за сборную Англии до 20 лет, сыграв 45 минут в матче против молодёжной сборной Италии на «Лофтус Роуд». 11 августа 2009 года он дебютировал за сборную Англии до 21 года в товарищеском матче против молодёжной сборной Нидерландов, выйдя на замену на 58-й минуте встречи. Матч завершился нулевой ничьей. 14 декабря 2009 года Смоллинг провёл свой первый матч в стартовом составе молодёжной сборной Англии в матче отборочного турнира чемпионата Европы 2011 года против Португалии на «Уэмбли», в котором англичане одержали победу со счётом 1:0. Затем Смоллинг сыграл в матче против Греции, в котором англичане проиграли со счётом 2:1; его ошибка в обороне привела ко второму голу греков.

### Основная сборная Англии
13 ноября 2010 года Смоллинг был вызван в первую сборную Англии на товарищеский матч против сборной Франции, который прошёл 17 ноября. Весь матч он провёл на скамейке запасных, а Англия проиграла Франции со счётом 1:2. 2 сентября 2011 года Смоллинг дебютировал в составе сборной Англии в матче отборочного этапа к Евро-2012 против сборной Болгарии, проведя полный матч на позиции правого защитника.
В мае 2014 года главный тренер сборной Англии Рой Ходжсон включил Смоллинга в заявку национальной команды на чемпионат мира. 24 июня Смоллинг дебютировал на чемпионате мира в матче группового этапа против сборной Коста-Рики.

### Матчи за сборную
| Матчи Смоллинга за сборную Англии | Матчи Смоллинга за сборную Англии | Матчи Смоллинга за сборную Англии | Матчи Смоллинга за сборную Англии | Матчи Смоллинга за сборную Англии | Матчи Смоллинга за сборную Англии | Матчи Смоллинга за сборную Англии |
| №                                 | Дата                              | Оппонент                          | Стадион                           | Счёт                              | Голы                              | Турнир                            |
| --------------------------------- | --------------------------------- | --------------------------------- | --------------------------------- | --------------------------------- | --------------------------------- | --------------------------------- |
| 1                                 | 2 сентября 2011                   | Болгария                          | Васил Левски                      | 3:0                               |                                   | Отборочные матчи ЧЕ-2012          |
| 2                                 | 6 сентября 2011                   | Уэльс                             | Уэмбли                            | 1:0                               |                                   | Отборочные матчи ЧЕ-2012          |
| 3                                 | 29 февраля 2012                   | Нидерланды                        | Уэмбли                            | 2:3                               |                                   | Товарищеский матч                 |
| 4                                 | 6 февраля 2013                    | Бразилия                          | Уэмбли                            | 2:1                               |                                   | Товарищеский матч                 |
| 5                                 | 22 марта 2013                     | Сан-Марино                        | Олимпико                          | 8:0                               |                                   | Отборочные матчи ЧМ-2014          |
| 6                                 | 26 марта 2013                     | Черногория                        | Под Горицом                       | 1:1                               |                                   | Отборочные матчи ЧМ-2014          |
| 7                                 | 15 октября 2013                   | Польша                            | Уэмбли                            | 2:0                               |                                   | Отборочные матчи ЧМ-2014          |
| 8                                 | 15 ноября 2013                    | Чили                              | Уэмбли                            | 0:2                               |                                   | Товарищеский матч                 |
| 9                                 | 19 ноября 2013                    | Германия                          | Уэмбли                            | 0:1                               |                                   | Товарищеский матч                 |
| 10                                | 5 марта 2014                      | Дания                             | Уэмбли                            | 1:0                               |                                   | Товарищеский матч                 |
| 11                                | 31 мая 2014                       | Перу                              | Уэмбли                            | 3:0                               |                                   | Товарищеский матч                 |
| 12                                | 4 июня 2014                       | Эквадор                           | Сан Лайф-стэдиум                  | 2:2                               |                                   | Товарищеский матч                 |
| 13                                | 24 июня 2014                      | Коста-Рика                        | Минейран                          | 0:0                               |                                   | Чемпионат мира-2014               |
| 14                                | 15 ноября 2014                    | Словения                          | Уэмбли                            | 3:1                               |                                   | Отборочные матчи ЧЕ-2016          |
| 15                                | 18 ноября 2014                    | Шотландия                         | Селтик Парк                       | 3:1                               |                                   | Товарищеский матч                 |
| 16                                | 31 марта 2015                     | Италия                            | Ювентус                           | 1:1                               |                                   | Товарищеский матч                 |
| 17                                | 7 июня 2015                       | Ирландия                          | Авива                             | 0:0                               |                                   | Товарищеский матч                 |
| 18                                | 14 июня 2015                      | Словения                          | Стожице                           | 3:2                               |                                   | Отборочные матчи ЧЕ-2016          |
| 19                                | 8 сентября 2015                   | Швейцария                         | Уэмбли                            | 2:0                               |                                   | Отборочные матчи ЧЕ-2016          |
| 20                                | 9 октября 2015                    | Эстония                           | Уэмбли                            | 2:0                               |                                   | Отборочные матчи ЧЕ-2016          |
| 21                                | 13 ноября 2015                    | Испания                           | Хосе Рико Перес                   | 0:2                               |                                   | Товарищеский матч                 |
| 22                                | 26 марта 2016                     | Германия                          | Олимпиаштадион                    | 3:2                               |                                   | Товарищеский матч                 |
| 23                                | 29 марта 2016                     | Нидерланды                        | Уэмбли                            | 1:2                               |                                   | Товарищеский матч                 |
| 24                                | 27 мая 2016                       | Австралия                         | Стэдиум оф Лайт                   | 2:1                               |                                   | Товарищеский матч                 |
| 25                                | 2 июня 2016                       | Португалия                        | Уэмбли                            | 1:0                               | 86′                               | Товарищеский матч                 |
| 26                                | 11 июня 2016                      | Россия                            | Велодром                          | 1:1                               |                                   | Финальные матчи ЧЕ-2016           |
| 27                                | 16 июня 2016                      | Уэльс                             | Боллар-Делелис                    | 2:1                               |                                   | Финальные матчи ЧЕ-2016           |
| 28                                | 20 июня 2016                      | Словакия                          | Жоффруа Гишар                     | 0:0                               |                                   | Финальные матчи ЧЕ-2016           |
| 29                                | 27 июня 2016                      | Исландия                          | Альянц Ривьера                    | 1:2                               |                                   | Финальные матчи ЧЕ-2016           |
| 30                                | 22 марта 2017                     | Германия                          | Сигнал Идуна Парк                 | 0:1                               |                                   | Товарищеский матч                 |
| 31                                | 10 июня 2017                      | Шотландия                         | Хэмпден Парк                      | 2:2                               |                                   | Отборочные матчи ЧМ-2018          |

Итого: 31 матч / 1 гол; 16 побед, 8 ничьих, 7 поражений.

## Личная жизнь
Встречается с фотомоделью Сэм Кук.

## Достижения

### Командные
«Манчестер Юнайтед»
- Чемпион английской Премьер-лиги (2): 2010/11, 2012/13
- Обладатель Кубка Англии: 2015/16
- Обладатель Кубка Футбольной лиги: 2016/17
- Обладатель Суперкубка Англии (3): 2010, 2011, 2013
- Победитель Лиги Европы: 2016/17

Итого: 8 трофеев
«Рома»
- Победитель Лиги конференций УЕФА: 2021/22

Итого: 1 трофей

### Личные
- Входит в состав символической сборной Лиги конференций УЕФА: 2021/22[30]
- Входит в состав символической сборной Лиги Европы УЕФА: 2022/23[31]

## Статистика выступлений
| Клуб              | Сезон            | Лига | Лига | Кубок | Кубок | Кубок лиги | Кубок лиги | Еврокубки | Еврокубки | Прочие | Прочие | Итого | Итого |
| Клуб              | Сезон            | Игры | Голы | Игры  | Голы  | Игры       | Голы       | Игры      | Голы      | Игры   | Голы   | Игры  | Голы  |
| ----------------- | ---------------- | ---- | ---- | ----- | ----- | ---------- | ---------- | --------- | --------- | ------ | ------ | ----- | ----- |
| Мейдстон Юнайтед  | 2007/08          | 11   | 1    | 0     | 0     | 1          | 0          | –         | –         | 2      | 0      | 14    | 1     |
| Мейдстон Юнайтед  | Итого            | 11   | 1    | 0     | 0     | 1          | 0          | 0         | 0         | 2      | 0      | 14    | 1     |
| Фулхэм            | 2008/09          | 1    | 0    | 0     | 0     | 0          | 0          | –         | –         | –      | –      | 1     | 0     |
| Фулхэм            | 2009/10          | 12   | 0    | 1     | 0     | 1          | 0          | 4         | 0         | –      | –      | 18    | 0     |
| Фулхэм            | Итого            | 13   | 0    | 1     | 0     | 1          | 0          | 4         | 0         | 0      | 0      | 19    | 0     |
| Манчестер Юнайтед | 2010/11          | 16   | 0    | 4     | 0     | 3          | 1          | 9         | 0         | 1      | 0      | 33    | 1     |
| Манчестер Юнайтед | 2011/12          | 19   | 1    | 2     | 0     | 1          | 0          | 7         | 0         | 1      | 1      | 30    | 2     |
| Манчестер Юнайтед | 2012/13          | 15   | 0    | 5     | 0     | 0          | 0          | 2         | 0         | 0      | 0      | 22    | 0     |
| Манчестер Юнайтед | 2013/14          | 25   | 1    | 1     | 0     | 4          | 0          | 7         | 1         | 1      | 0      | 38    | 2     |
| Манчестер Юнайтед | 2014/15          | 25   | 4    | 4     | 0     | 0          | 0          | –         | –         | 0      | 0      | 29    | 4     |
| Манчестер Юнайтед | 2015/16          | 35   | 0    | 7     | 1     | 2          | 0          | 11        | 1         | 0      | 0      | 55    | 2     |
| Манчестер Юнайтед | 2016/17          | 18   | 1    | 4     | 1     | 4          | 0          | 10        | 0         | 0      | 0      | 36    | 2     |
| Манчестер Юнайтед | 2017/18          | 29   | 4    | 5     | 0     | 3          | 0          | 8         | 0         | 1      | 0      | 46    | 4     |
| Манчестер Юнайтед | 2018/19          | 24   | 1    | 2     | 0     | 0          | 0          | 8         | 0         | 0      | 0      | 34    | 1     |
| Манчестер Юнайтед | Итого            | 206  | 12   | 34    | 2     | 17         | 1          | 62        | 2         | 4      | 1      | 323   | 18    |
| Рома              | 2019/20          | 30   | 3    | 2     | 0     | –          | –          | 5         | 0         | –      | –      | 37    | 3     |
| Рома              | 2020/21          | 16   | 0    | 0     | 0     | –          | –          | 5         | 0         | –      | –      | 21    | 0     |
| Рома              | 2021/22          | 27   | 3    | 1     | 0     | –          | –          | 10        | 1         | –      | –      | 38    | 4     |
| Рома              | 2022/23          | 29   | 3    | 1     | 0     | –          | –          | 12        | 0         | –      | –      | 42    | 3     |
| Рома              | Итого            | 102  | 9    | 4     | 0     | 0          | 0          | 32        | 1         | 0      | 0      | 138   | 10    |
| Всего за карьеру  | Всего за карьеру | 332  | 22   | 39    | 2     | 19         | 1          | 98        | 3         | 6      | 1      | 494   | 29    |